# Presidenti della Provincia di Benevento
Elenco dei presidenti dell'amministrazione provinciale di Benevento.
Con l’unità nazionale, la neonata provincia di Benevento fu inizialmente affidata a un governatore. In seguito, vennero istituiti due distinti organi di governo: il Consiglio provinciale, organo elettivo di natura politica con funzioni deliberative e guidato da un presidente, e la Deputazione provinciale, organo esecutivo-amministrativo. La presidenza della Deputazione spettò ai prefetti dal 1861 al 1889, per poi essere affidata a un presidente eletto a partire dal 1890 e fino al 1923. Per le province con popolazione inferiore a 300 000 abitanti, come Benevento, la legge dell’epoca prevedeva inizialmente quattro deputati provinciali, divenuti sei dal 1865.
Con l’avvento del regime fascista, i due organi furono soppressi e accorpati: a partire dal 1923, le funzioni amministrative e politiche furono attribuite a un Commissario straordinario, nominato con decreto regio. La legge nº 2962 del 27 dicembre 1928 formalizzò la figura del preside della provincia, un funzionario di nomina regia che riuniva in sé le funzioni precedentemente spettanti al presidente della Deputazione e a quello del Consiglio provinciale. A partire dal regio decreto 3 marzo 1934, la nomina del preside divenne di competenza ministeriale.
La Deputazione provinciale fu ripristinata nel 1944, dopo la caduta del regime, con il Regio Decreto-Legge 4 aprile 1944, nº 11. Tuttavia, fu definitivamente soppressa nel 1951. Da allora, le funzioni esecutive furono attribuite alla Giunta provinciale, composta da un numero variabile di assessori in base alla popolazione: nelle province con meno di 300 000 abitanti, erano previsti quattro assessori.
Con l’entrata in vigore della Legge 25 marzo 1993, n. 81, venne introdotta per la prima volta l’elezione diretta del presidente della provincia, sul modello dell’elezione diretta dei sindaci. Successivamente, con la Legge 7 aprile 2014, n. 56 (la cosiddetta “legge Delrio”), le giunte provinciali furono abolite nelle province a statuto ordinario e sostituite dall’Assemblea dei sindaci, composta dai primi cittadini dei comuni appartenenti alla provincia.

## Regno d'Italia (1861 – 1946)

### Governatori (1860 – 1861)
| Nº | Nº | Ritratto | Nome                          | Mandato         | Mandato        | Partito     | Note |
| Nº | Nº | Ritratto | Nome                          | Inizio          | Fine           | Partito     | Note |
| -- | -- | -------- | ----------------------------- | --------------- | -------------- | ----------- | ---- |
| 1  |    |          | Carlo Torre, conte di Caprara | 25 ottobre 1860 | 1º luglio 1861 | Garibaldino | —    |

### Presidenti del Consiglio provinciale (1861 – 1923)
| Nº  |  | Ritratto | Nome                 | Inizio            | Fine              | Partito  | Note |
| --- |  | -------- | -------------------- | ----------------- | ----------------- | -------- | ---- |
| 1   |  |          | Michele Ungaro       | 2 luglio 1861     | 21 ottobre 1863   | Sinistra | —    |
| 2   |  |          | Francesco Picone     | 22 ottobre 1863   | 14 settembre 1865 | Liberale | —    |
| (1) |  |          | Michele Ungaro       | 15 settembre 1865 | 7 novembre 1866   | Sinistra | —    |
| 3   |  |          | Luigi Colesanti      | 8 novembre 1866   | 1º settembre 1867 | Liberale | —    |
| (2) |  |          | Francesco Picone     | 1º settembre 1867 | 25 ottobre 1868   | ?        | —    |
| (3) |  |          | Luigi Colesanti      | 26 ottobre 1868   | 23 ottobre 1870   | ?        | —    |
| (2) |  |          | Francesco Picone     | 24 ottobre 1870   | 3 settembre 1871  | ?        | —    |
| (1) |  |          | Michele Ungaro       | 4 settembre 1871  | 1º settembre 1872 | Sinistra | —    |
| (2) |  |          | Francesco Picone     | 2 settembre 1872  | 3 agosto 1873     | ?        | —    |
| 4   |  |          | Salvatore Pacelli    | 1º settembre 1873 | 13 agosto 1876    | Liberale | —    |
| 5   |  |          | Pasquale Capilongo   | 14 agosto 1876    | 10 agosto 1879    | ?        | —    |
| 6   |  |          | Pietro De Caro       | 11 agosto 1879    | 10 luglio 1884    | ?        | —    |
| (3) |  |          | Luigi Colesanti      | 11 luglio 1884    | 12 agosto 1888    | ?        | —    |
| 7   |  |          | Enrico Riola         | 13 agosto 1888    | 10 agosto 1890    | ?        | —    |
| 8   |  |          | Giuseppe Montella    | 11 agosto 1890    | 23 settembre 1900 | —        | ?    |
| 9   |  |          | Nicola Polvere       | 24 settembre 1900 | 2 marzo 1902      | Sinistra | —    |
| (8) |  |          | Giuseppe Montella    | 3 marzo 1902      | 10 luglio 1903    |          |      |
| 10  |  |          | Antonio Venditti     | 11 luglio 1903    | 9 agosto 1908     | Sinistra | —    |
| (8) |  |          | Giuseppe Montella    | 10 agosto 1908    | 7 agosto 1910     | ?        | —    |
| 11  |  |          | Leonardo Bianchi     | 8 agosto 1910     | 9 agosto 1914     | Sinistra | —    |
| 12  |  |          | Luigi Maria Foschini | 10 agosto 1914    | 9 febbraio 1923   | ?        | —    |

### Presidenti della Deputazione provinciale (1890 – 1923)
| Nº | Ritratto | Ritratto | Nome                                    | Mandato        | Mandato         | Partito |
| Nº | Ritratto | Ritratto | Nome                                    | Inizio         | Fine            | Partito |
| -- | -------- | -------- | --------------------------------------- | -------------- | --------------- | ------- |
| 1  |          |          | Cosimo Martini                          | 11 agosto 1890 | 1º marzo 1903   | ?       |
| 2  |          |          | Giovan Battista Bosco Lucarelli, senior | 2 marzo 1903   | 7 agosto 1910   | ?       |
| 3  |          |          | Almerico Meomartini                     | 8 agosto 1910  | 9 febbraio 1923 | ?       |

### Presidenti della Commissione Reale (1923 – 1929)
| Nº | Ritratto | Ritratto | Nome                   | Mandato           | Mandato           | Partito | Note                    |
| Nº | Ritratto | Ritratto | Nome                   | Inizio            | Fine              | Partito | Note                    |
| -- | -------- | -------- | ---------------------- | ----------------- | ----------------- | ------- | ----------------------- |
| —  |          |          | Francesco Cupido       | 10 febbraio 1923  | 8 aprile 1923     | –       | Commissario prefettizio |
| 1  |          |          | Francesco Cupido       | 9 aprile 1923     | 9 aprile 1924     | –       | Presidente              |
| 2  |          |          | Romualdo Pintor Mameli | 10 aprile 1924    | 25 marzo 1925     | –       | Presidente              |
| 3  |          |          | Michele Chiaramonti    | 26 marzo 1925     | 16 settembre 1925 | –       | Presidente              |
| 4  |          |          | Mauro Di Sanza         | 17 settembre 1925 | 30 novembre 1926  | –       | Presidente              |
| —  |          |          | Mauro Di Sanza         | 1º dicembre 1926  | 4 gennaio 1927    | –       | Commissario prefettizio |
| —  |          |          | Giuseppe Meta          | 5 gennaio 1927    | 24 gennaio 1927   | –       | Commissario prefettizio |
| —  |          |          | Edoardo Tomaiuoli      | 25 gennaio 1927   | 26 aprile 1929    | –       | Commissario prefettizio |

### Presidi del Rettorato (1929 – 1943)
| Nº | Ritratto | Ritratto | Nome                                 | Mandato          | Mandato          | Partito                    | Note                  |
| Nº | Ritratto | Ritratto | Nome                                 | Inizio           | Fine             | Partito                    | Note                  |
| -- | -------- | -------- | ------------------------------------ | ---------------- | ---------------- | -------------------------- | --------------------- |
| 1  |          |          | Vincenzo Di Somma                    | 7 aprile 1929    | 13 novembre 1932 | Partito Nazionale Fascista | Preside               |
| 2  |          |          | Giuseppe Di Salvo                    | 14 novembre 1932 | 10 gennaio 1934  | Partito Nazionale Fascista | Preside               |
| 3  |          |          | Gaetano Napoletano                   | 11 gennaio 1934  | 29 aprile 1938   | Partito Nazionale Fascista | Preside               |
| 4  |          |          | Ferdinando Rosati de Girolamo Grosso | 30 aprile 1938   | 16 dicembre 1938 | Partito Nazionale Fascista | Preside               |
| —  |          |          | Pasquale Meomartini                  | 17 dicembre 1938 | 4 agosto 1939    | Partito Nazionale Fascista | Vice Preside reggente |
| 5  |          |          | Pasquale Meomartini                  | 5 agosto 1939    | 20 ottobre 1943  | Partito Nazionale Fascista | Preside               |

### Presidenti della Deputazione provinciale (1943-1948)
| Nº | Ritratto | Ritratto | Nome                                 | Mandato         | Mandato         | Partito              | Note                    |
| Nº | Ritratto | Ritratto | Nome                                 | Inizio          | Fine            | Partito              | Note                    |
| -- | -------- | -------- | ------------------------------------ | --------------- | --------------- | -------------------- | ----------------------- |
| —  |          |          | Alberto Perrelli                     | 21 ottobre 1943 | 19 maggio 1944  | –                    | Commissario prefettizio |
| 1  |          |          | Giambattista Bosco Lucarelli, junior | 20 maggio 1944  | 6 febbraio 1948 | Democrazia Cristiana | Presidente              |

## Repubblica Italiana (dal 1946)

### Presidenti della Deputazione provinciale (1948 – 1952)
| Nº | Ritratto | Ritratto | Nome              | Mandato         | Mandato        | Partito | Note       |
| Nº | Ritratto | Ritratto | Nome              | Inizio          | Fine           | Partito | Note       |
| -- | -------- | -------- | ----------------- | --------------- | -------------- | ------- | ---------- |
| 1  |          |          | Giuseppe Iannella | 7 febbraio 1948 | 11 luglio 1952 | –       | Presidente |

### Presidenti della provincia (dal 1952)

#### Eletti dal Consiglio provinciale (1952 – 1995)
| Nº | Ritratto | Ritratto | Nome                 | Inizio            | Fine              | Partito              | Note                     |
| -- | -------- | -------- | -------------------- | ----------------- | ----------------- | -------------------- | ------------------------ |
| 1  |          |          | Alessandro Lombardi  | 12 luglio 1952    | 26 novembre 1956  | –                    | Presidente               |
| —  |          |          | Pasquale Saponaro    | 27 novembre 1956  | 1º febbraio 1957  | –                    | Vice presidente reggente |
| 2  |          |          | Pasquale Saponaro    | 2 febbraio 1957   | 26 giugno 1968    | –                    | Presidente               |
| —  |          |          | Aldo Cucinelli       | 27 giugno 1968    | 16 settembre 1968 | Partito Socialista   | Vice presidente reggente |
| 3  |          |          | Francesco Gagliardi  | 16 settembre 1968 | 14 febbraio 1977  | –                    | Presidente               |
| 4  |          |          | Tullio Iannotti      | 15 febbraio 1977  | 17 novembre 1980  | –                    | Presidente               |
| 5  |          |          | Tommaso Lombardi     | 18 novembre 1980  | 4 marzo 1982      | –                    | Presidente               |
| 6  |          |          | Luigi Maria Tedeschi | 4 marzo 1982      | 19 marzo 1986     | –                    | Presidente               |
| —  |          |          | Enrico Bozzi         | 20 marzo 1986     | 22 maggio 1986    | –                    | Commissario prefettizio  |
| 7  |          |          | Luigi Maria Tedeschi | 23 maggio 1986    | 25 luglio 1990    | –                    | Presidente               |
| 8  |          |          | Floriano Panza       | 26 luglio 1990    | 23 marzo 1994     | Democrazia Cristiana | Presidente               |
| 9  |          |          | Mario Serino         | 24 marzo 1994     | 6 maggio 1995     | Democrazia Cristiana | Presidente               |

#### Eletti direttamente dai cittadini (1995 – 2014)
| Nº | Ritratto                                     | Ritratto       | Nome                                             | Mandato                   | Mandato         | Partito                         | Coalizione                      | Elezione |
| Nº | Ritratto                                     | Ritratto       | Nome                                             | Inizio                    | Fine            | Partito                         | Coalizione                      | Elezione |
| -- | -------------------------------------------- | -------------- | ------------------------------------------------ | ------------------------- | --------------- | ------------------------------- | ------------------------------- | -------- |
| 10 |                                              |                | Roberto Russo                                    | 10 maggio 1995            | 20 luglio 1998  | Forza Italia                    | Polo per le Libertà (AN-FI-CDU) | 1995     |
| –  |                                              |                | Donato Guarino (Vicepresidente facente funzioni) | 4 agosto 1998             | 3 dicembre 1998 | Indipendente di centro-destra   | Polo per le Libertà (AN-FI-CDU) | 1995     |
| 11 |                                              |                | Carmine Nardone                                  | 4 dicembre 1998           | 28 maggio 2003  | Democratici di Sinistra         | L'Ulivo (UDR-PPI-DS-SDI-RI)     | 1998     |
| 11 | 29 maggio 2003                               | 15 aprile 2008 | Carmine Nardone                                  | L'Ulivo (UDEUR-DS-DL-SDI) | 2003            | Democratici di Sinistra         |                                 |          |
| 12 |                                              |                | Aniello Cimitile                                 | 15 aprile 2008            | 19 aprile 2013  | Indipendente di centro-sinistra | PD-SA-IdV-PSI-UDEUR             | 2008     |
| –  | Aniello Cimitile (Commissario straordinario) | 20 aprile 2013 | 14 ottobre 2014                                  | —                         | —               | Indipendente di centro-sinistra |                                 |          |

#### Eletti dai sindaci e consiglieri della provincia (dal 2014)
| Nº | Ritratto      | Ritratto      | Nome                                            | Mandato          | Mandato          | Partito                       | Elezione |
| Nº | Ritratto      | Ritratto      | Nome                                            | Inizio           | Fine             | Partito                       | Elezione |
| -- | ------------- | ------------- | ----------------------------------------------- | ---------------- | ---------------- | ----------------------------- | -------- |
| 13 |               |               | Claudio Ricci                                   | 13 ottobre 2014  | 31 ottobre 2018  | Partito Democratico           | 2014     |
| 14 |               |               | Antonio Di Maria                                | 31 ottobre 2018  | 24 novembre 2021 | Indipendente di centro-destra | 2018     |
| —  |               |               | Nino Lombardi (Vicepresidente facente funzioni) | 24 novembre 2021 | 4 agosto 2022    | Unione di Centro              | 2018     |
| 15 | Nino Lombardi | 4 agosto 2022 | in carica                                       | 2022             |                  | Unione di Centro              |          |